# 伊利 (印第安納州勞倫斯縣)
伊利（英語：Erie）是位於美國印地安納州勞倫斯縣的一個非建制地區。該地的面積和人口皆未知。